# Christopher Langton
Christopher Langton, né en 1948 ou en 1949, est un scientifique américain. Il est l'un des premiers chercheurs à avoir travaillé dans le domaine de la vie artificielle. Il invente le terme vers la fin des années 1980 lorsqu'il met en place le premier groupe de travail sur l'origine des systèmes vivants et leur simulation, au Laboratoire national de Los Alamos en 1987.
Christopher Langton a apporté de nombreuses contributions au domaine de la vie artificielle, à la fois en termes de simulation ou modélisation informatique que de questionnement philosophique.
Inspiré par des idées venant du domaine de la physique, notamment les transitions de phase, il développe plusieurs concepts et outils de mesure pour les automates cellulaires. Il suggère que les points critiques qui séparent l'ordre du désordre pourraient jouer un rôle important dans l'organisation des systèmes complexes, notamment en biologie.
Ces mêmes idées ont été explorées simultanément et avec quelques approximations par James P. Crutchfield, Per Bak et d'autres.
Diplômé de l'Université du Michigan, Langton a créé la  fourmi de Langton et la boucle de Langton, des simulations de vie artificielle assez simples. Il a également défini un paramètre Lambda, une mesure sans dimension de la complexité et du potentiel de calcul des automates cellulaires.
Langton est le fils aîné de Jane Langton. Il a deux enfants : Gabe et Colin.

## Principales publications
- Christopher G. Langton. "Artificial Life: An Overview". (Editor), MIT Press, 1995.
- Christopher G. Langton. "Artificial Life III: Proceedings of the Third Interdisciplinary Workshop on the Synthesis and Simulation of Living Systems". (Editor), Addison-Wesley, 1993.
- Christopher G. Langton. "Life at the Edge of Chaos". in "Artificial Life II", Addison-Wesley, 1991.
- Christopher G. Langton. "Artificial Life II: Proceedings of the Second Interdisciplinary Workshop on the Synthesis and Simulation of Living Systems". (Editor), Addison-Wesley, 1991.
- Christopher G. Langton. "Computation at the edge of chaos". Physica D, 42, 1990.
- Christopher G. Langton. "Computation at the edge of Chaos: Phase-Transitions and Emergent Computation." Ph.D. Thesis, University of Michigan (1990).
- Christopher G. Langton. "Is There a Sharp Phase Transition for Deterministic Cellular Automata?", with W.K Wootters, Physica D, 45, 1990.
- Christopher G. Langton. "Artificial Life: Proceedings of an Interdisciplinary Workshop on the Synthesis and Simulation of Living Systems". (Editor), Addison-Wesley, 1988.
- Christopher G. Langton. "Studying Artificial Life with Cellular Automata". Physica D, 22, 1986.
- Christopher G. Langton. "Self Reproduction in Cellular Automata". Physica  D, 10, 1984.

Bibliographie sur le travail de Langton
- A. GaJardo, A. Moreira, E. Goles. "Complexity of Langton's Ant". Discrete Applied Mathematics, 117, 2002.
- M. Boden. "The Philosophy of Artificial Life". Oxford University Press, 1996.
- Stuart Kauffman. Origins of Order: Self-Organization and Selection in Evolution. Oxford University Press, 1993.
- Melanie Mitchell, Peter T. Hraber, and James P. Crutchfield. Revisiting the edge of chaos: Evolving cellular automata to perform computations. Complex Systems, 7:89–130, 1993.
- Melanie Mitchell, James P. Crutchfield and Peter T. Hraber. Dynamics, Computation, and the "Edge of Chaos": A Re-Examination
- J. P. Crutchfield and K. Young, "Computation at the Onset of Chaos", in Complexity, Entropy and the Physics of Information, W. Zurek, editor, SFI Studies in the Sciences of Complexity, VIII, Addison-Wesley, Reading, Massachusetts (1990) p. 223–269.